# 美林镇
美林镇，是中华人民共和国内蒙古自治区赤峰市喀喇沁旗下辖的一个乡镇级行政单位。

## 行政区划
美林镇下辖以下地区：
大店村、罗圈铺村、新店村、旺业甸村、东局子村、金家店村、福合元村、头把伙村、吉祥庄村、岗子村、两家村、宝山村、湾子村、美林村、太平庄村、小美林村、古山村和按丹沟村。